# Bandeira principal do Turcomenistão
A bandeira principal do Turcomenistão (em turcomeno:  Türkmenistanyň Baş Baýdagy) é, a partir de agosto de 2015, o 5º mastro autônomo mais alto do mundo, com 133 metros de altura. Localizado em Asgabade, no cruzamento das avenidas Garashsyzlyk e Archabil, foi inaugurado em 26 de junho de 2008. O peso da bandeira nacional do Turcomenistão que está hasteada no mastro é de 420 kg. O tamanho da bandeira é de 52,5 por 35 metros. O mastro tem uma guarda de honra.

## História
O projeto foi desenvolvido pela empresa de construção civil Polimeks e foi concebido como um presente da liderança e construtores da empresa turca ao Turcomenistão.
Foi realizada uma grande inauguração em 29 de junho de 2008 em Asgabade, realizada na praça em frente ao Museu do Estado do Turcomenistão, com o hasteamento da bandeira. Foi o maior mastro do mundo desde a inauguração até 01 de setembro de 2010, quando um mastro de 162 metros de altura foi inaugurado em Bacu, tendo sido incluído no Livro Guinness dos Recordes.